# Wereldkampioenschappen kunstschaatsen 1929
De Wereldkampioenschappen kunstschaatsen 1929 werden gevormd door drie toernooien die door de Internationale Schaatsunie werden georganiseerd.
Voor de vrouwen was het de zeventiende editie, voor de paren de vijftiende. Deze twee kampioenschappen vonden plaats op 2 en 3 februari op de ijsbaan Városligeti Müjégpálya in het stadspark van Boedapest, Hongarije. Boedapest was voor de tweede maal gaststad, voor Hongarije gold dit als gastland. In 1909 werd het vrouwentoernooi in Hongarije georganiseerd toen het land nog deel uitmaakte van Oostenrijk-Hongarije.
Voor de mannen was het de 27e editie. Dit kampioenschap vond plaats op 4 en 5 maart in Londen, Verenigd Koninkrijk. Het was de vierde keer dat een WK toernooi in Londen plaatsvond, in 1898 en 1902 vonden de mannentoernooien hier ook plaats, in 1928 de toernooien voor vrouwen en paren. Het was de zesde keer dat het gastland een WK toernooi organiseerde, in 1912 en 1924 was Manchester gaststad.

## Deelname
Er namen deelnemers uit negen landen deel aan deze kampioenschappen. Zij vulden 20 startplaatsen in, hiervan vulde Oostenrijk de helft in. Drie jaar na het debuut van Robert Van Zeebroeck bij de mannen, was Yvonne De Ligne-Geurts de eerste Belgische vertegenwoordigster bij de vrouwen.
(Tussen haakjes het totaal aantal startplaatsen in de drie toernooien.)
| Oostenrijk (10) Hongarije (2) Verenigd Koninkrijk (2) België (1) Weimarrepubliek (1) | Finland (1) Noorwegen (1) Tsjecho-Slowakije (1) Zweden (1) |

## Medailleverdeling
Bij de mannen veroverde Gillis Grafström voor de derde keer de wereldtitel, de eerste twee won hij in 1922 en 1924. Het was ook zijn derde medaille. Karl Schäfer stond dit jaar net als in 1928 op de tweede plaats, in 1927 werd hij derde, het was ook zijn derde medaille. Ludwig Wrede behaalde zijn zesde WK medaille en zijn eerste in het mannentoernooi. Bij de paren behaalde hij met Herma Szabo van 1925-1927 respectievelijk goud, zilver en goud en met Melitta Brunner in 1928 brons en dit jaar zilver. Ludwig Wrede was de tweede man, na Heinrich Burger (1908) die twee WK medailles in hetzelfde jaar won en de zesde persoon.
Bij de vrouwen prolongeerde Sonja Henie de wereldtitel, het was haar derde titel oprij en haar vierde medaille, in 1926 werd ze tweede. De tweede positie werd ingenomen door Fritzi Burger die haar tweede medaille won, in 1928 veroverde ze de bronzen medaille. De bronzen medaille werd door Melitta Brunner veroverd, het was haar eerste medaille in het vrouwentoernooi.
Bij de paren werd het paar Scholz / Kaiser het achtste paar dat de wereldtitel veroverde en het vierde Oostenrijkse paar. Het was hun vijfde medaille bij hun vijfde deelname, van 1926-1928 werden ze tweede en in 1925 derde. Voor het paar Brunner / Wrede dat de zilveren medaille behaalde, was het de tweede WK medaille als paar na hun bronzen in 1928. Voor Wrede was het zijn vijfde medaille, met Herma Szabo behaalde hij van 1925-1927 respectievelijk goud, zilver en goud. Brunner bracht haar totaal aantal WK medailles dit jaar op drie met ook nog de bronzen medaille in het vrouwentoernooi. Ze was hiermee de vierde vrouw en vijfde persoon die twee WK medailles in hetzelfde jaar veroverde. Het debuterende paar Olga Organist / Sandor Szalay veroverden de bronzen medaille. Het was de eerste medaille voor Hongarije in het toernooi voor de paren en de veertiende in totaal, voor hun wonnen de enige drie deelnemers namens Hongarije tot dit jaar, Lily Kronberger (4x goud, 2x brons), Andor Szende (3x brons) en Opika von Méray Horváth (3x goud, 1x zilver), dertien keer eremetaal in de toernooien voor mannen en vrouwen.
| Discipline | Goud                       | Zilver                         | Brons                          |
| ---------- | -------------------------- | ------------------------------ | ------------------------------ |
| Mannen     | Gillis Grafström           | Karl Schäfer                   | Ludwig Wrede                   |
| Vrouwen    | Sonja Henie                | Fritzi Burger                  | Melitta Brunner                |
| Paren      | Lilly Scholz / Otto Kaiser | Melitta Brunner / Ludwig Wrede | Olga Orgonista / Sándor Szalay |

## Uitslagen
pc = plaatsingcijfer
| #      | naam (deelname)      | land                         | pc        |
| #      | naam                 | land                         | Plaatsing |
| ------ | -------------------- | ---------------------------- | --------- |
| Goud   | Gillis Grafström (4) | Vlag van Zweden              | 6         |
| Zilver | Karl Schäfer (3)     | Vlag van Oostenrijk          | 9         |
| Brons  | Ludwig Wrede (7)     | Vlag van Oostenrijk          | 18        |
| 4      | John Page (5)        | Vlag van Verenigd Koninkrijk | 24        |
| 5      | Hugo Distler (2)     | Vlag van Oostenrijk          | 25        |
| 6      | Markus Nikkanen      | Vlag van Finland (1918-1978) | 26        |
| 7      | Ian Bowhill          | Vlag van Verenigd Koninkrijk | 32        |

| #      | naam (deelname)        | land                | pc |
| ------ | ---------------------- | ------------------- | -- |
| Goud   | Sonja Henie (5)        | Vlag van Noorwegen  | 5  |
| Zilver | Fritzi Burger (2)      | Vlag van Oostenrijk | 12 |
| Brons  | Melitta Brunner (2)    | Vlag van Oostenrijk | 13 |
| 4      | Ilse Hornung           | Vlag van Oostenrijk | 20 |
| 5      | Grete Kubitschek       | Vlag van Oostenrijk | 26 |
| 6      | Yvonne De Ligne-Geurts | Vlag van België     | 29 |

| Zeven paren uit vier landen namen dit jaar deel aan het WK, waaronder drie debuterende paren. Brunner / Wrede namen voor de tweede keer als paar, beiden namen dit jaar ook individueel deel. Gisela Hochhaltinger en Otto Preissecker nam voor het eerst als paar deel. In 1925 en 1926 nam Hochhaltinger met Georg Pamperl deel. Preisecker nam, van 1924-1927, vier keer deel in het mannentoernooi. \| # \| naam (deelname) \| land \| pc \| \| ------ \| --------------------------------------------- \| --------------------------------------------- \| ---- \| \| Goud \| Lilly Scholz Otto Kaiser (5) \| Vlag van Oostenrijk \| 6 \| \| Zilver \| Melitta Brunner (2) Ludwig Wrede (7) \| Vlag van Oostenrijk \| 13 \| \| Brons \| Olga Orgonista Sándor Szalay \| Vlag van Hongarije (1915-1918, 1919-1946) \| 18 \| \| 4 \| Gisela Hochhaltinger (3) Otto Preissecker (5) \| Vlag van Oostenrijk \| 21.5 \| \| 5 \| Emília Rotter László Szollás \| Vlag van Hongarije (1915-1918, 1919-1946) \| 21.5 \| \| 6 \| Else Hoppe (4) Oscar Hoppe (4) \| Vlag van Tsjecho-Slowakije \| 25 \| \| 7 \| Maria Schwendtbauer Gustav Aichinger \| Vlag van Duitsland tijdens de Weimarrepubliek \| 35 \| |                                               |                                               |      |
| # | naam (deelname)                               | land                                          | pc   |
| Goud | Lilly Scholz Otto Kaiser (5)                  | Vlag van Oostenrijk                           | 6    |
| Zilver | Melitta Brunner (2) Ludwig Wrede (7)          | Vlag van Oostenrijk                           | 13   |
| Brons | Olga Orgonista Sándor Szalay                  | Vlag van Hongarije (1915-1918, 1919-1946)     | 18   |
| 4 | Gisela Hochhaltinger (3) Otto Preissecker (5) | Vlag van Oostenrijk                           | 21.5 |
| 5 | Emília Rotter László Szollás                  | Vlag van Hongarije (1915-1918, 1919-1946)     | 21.5 |
| 6 | Else Hoppe (4) Oscar Hoppe (4)                | Vlag van Tsjecho-Slowakije                    | 25   |
| 7 | Maria Schwendtbauer Gustav Aichinger          | Vlag van Duitsland tijdens de Weimarrepubliek | 35   |

Medaillewinnaars

Mannen · 
Vrouwen ·
Paren · 
IJsdansen

 Toernooi

1896 · 
1897 · 
1898 · 
1899 · 
1900 · 
1901 · 
1902 · 
1903 · 
1904 · 
1905 · 
1906 · 
1907 · 
1908 · 
1909 · 
1910 · 
1911 · 
1912 · 
1913 · 
1914 · 
1915-1921 · 
1922 · 
1923 · 
1924 · 
1925 · 
1926 · 
1927 · 
1928 · 
1929 · 
1930 · 
1931 · 
1932 · 
1933 · 
1934 · 
1935 · 
1936 · 
1937 · 
1938 · 
1939 ·
1940-1946 · 
1947 · 
1948 · 
1949 · 
1950 · 
1951 · 
1952 · 
1953 · 
1954 · 
1955 · 
1956 · 
1957 · 
1958 · 
1959 · 
1960 · 
1961 · 
1962 · 
1963 · 
1964 · 
1965 · 
1966 · 
1967 · 
1968 · 
1969 · 
1970 · 
1971 · 
1972 · 
1973 · 
1974 · 
1975 · 
1976 · 
1977 · 
1978 · 
1979 · 
1980 · 
1981 · 
1982 · 
1983 · 
1984 · 
1985 · 
1986 · 
1987 · 
1988 · 
1989 · 
1990 · 
1991 · 
1992 · 
1993 · 
1994 · 
1995 ·
1996 · 
1997 · 
1998 · 
1999 · 
2000 · 
2001 · 
2002 · 
2003 · 
2004 · 
2005 · 
2006 ·
2007 ·
2008 ·
2009 ·
2010 ·
2011 ·
2012 ·
2013 ·
2014 ·
2015 ·
2016 ·
2017 ·
2018 ·
2019 · 
2020 · 
2021 ·
2022 ·
2023 ·
2024

 ISU-kampioenschappen

WK kunstschaatsen junioren ·
EK kunstschaatsen ·
Viercontinentenkampioenschap ·
Olympische Spelen